# Sobrio (singolo)
Sobrio è un singolo del cantante colombiano Maluma, pubblicato l'8 luglio 2021.

## Video musicale
Il video musicale, diretto da Jessy Terrero, è stato reso disponibile il 9 luglio 2021.

## Tracce
Testi e musiche di Juan Luis Londoño Arias, Alejandro Robledo "Noise Up", Filly Andres Lima "Filly", Kevyn Cruz "Keityn", Lenin Yorney Palacios Machado "Lexus", Sergio Robledo e Édgar Barrera "Edge".
1. Sobrio – 3:21

## Formazione
- Maluma – voce
- Daniel Uribe – chitarra
- Édgar Barrera – chitarra, registrazione
- Colin Leonard – mastering
- Luis Barrera Jr. – missaggio

## Classifiche

### Classifiche settimanali
| Classifica (2021-22)  | Posizione massima |
| --------------------- | ----------------- |
| Argentina             | 13                |
| Bolivia               | 9                 |
| Colombia              | 6                 |
| Costa Rica            | 7                 |
| Ecuador               | 16                |
| El Salvador           | 7                 |
| Messico               | 9                 |
| Panama                | 21                |
| Paraguay              | 14                |
| Perù                  | 1                 |
| Portogallo            | 64                |
| Repubblica Dominicana | 47                |
| Spagna                | 34                |
| Stati Uniti           | 109               |
| Svizzera              | 81                |

### Classifiche di fine anno
| Classifica (2022) | Posizione |
| ----------------- | --------- |
| Paraguay          | 61        |